# Margo Hayes
Margo Hayes (* 11. února 1998 Boulder, Colorado) je americká reprezentantka ve sportovním lezení, mistryně USA v lezení na obtížnost, juniorská mistryně světa v lezení na obtížnost a v boulderingu. Jako první žena na světě přelezla cestu obtížnosti 9a+, za kterou získala ocenění Wild Country Rock Award a stala se tak třetím Američanem v síni slávy Arco Rock Legends od roku 2006.

## Výkony a ocenění
- 2014: juniorská mistryně Severní Ameriky v kategorii A (obtížnost a bouldering)
- 2016: juniorská mistryně světa v kategorii juniorek (obtížnost a bouldering)
- 2016: nominace na Světové hry 2017 v polské Vratislavi ve dvou disciplínách, za umístění na MSJ
- 2016: mistryně USA v lezení na obtížnost
- 2017: první ženský přelez cesty obtížnosti 9a+ a ocenění Wild Country Rock Award [2]

### Výstupy ve skalách
- 26.2.2017: La Rambla, 9a+, Siurana, Španělsko, první ženský přelez cesty 9a+ (19 let)
- 24.9.2017: Biographie, 9a+, Céüse, Francie
- 22.4.2019: Papichulo, 9a+, Oliana, Španělsko

### Závodní výsledky
| Světové hry | Světové hry |
| Rok         | 2017        |
| ----------- | ----------- |
| Obtížnost   | 9           |
| Bouldering  | 6           |

| Mistrovství světa | Mistrovství světa |
| Rok               | 2016              |
| ----------------- | ----------------- |
| Obtížnost         | 17-18             |
| Bouldering        | 47-48             |

| Světový pohár | Světový pohár      | Světový pohár | Světový pohár        | Světový pohár           |
| Rok           | 2014               | 2015          | 2016                 | 2017                    |
| ------------- | ------------------ | ------------- | -------------------- | ----------------------- |
| Obtížnost     | —                  | —             | —                    | 12                      |
| jednotlivě*   | —                  | —             | —                    | ,10,6,25,-              |
|               |                    |               |                      |                         |
| Bouldering    | 54-55              | 17            | 31                   | 0                       |
| jednotlivě*   | -,-, 18,-,-, -,-,- | -,-, -,6, 17  | -,15,-, -,-,-, 18-20 | -,-,-, 37-38,-, -,37-39 |
|               |                    |               |                      |                         |
| Kombinace     | —                  | —             | —                    | 57-59                   |

* pozn.: nalevo jsou poslední závody v roce
| Mistrovství USA | Mistrovství USA | Mistrovství USA | Mistrovství USA |
| Rok             | 2015            | 2016            | 2017            |
| --------------- | --------------- | --------------- | --------------- |
| Obtížnost       | 2               | 1               | 2               |

| Mistrovství světa juniorů | Mistrovství světa juniorů | Mistrovství světa juniorů | Mistrovství světa juniorů | Mistrovství světa juniorů | Mistrovství světa juniorů | Mistrovství světa juniorů |
| Rok                       | 2012 kat B                | 2013 kat B                | 2014 kat A                | 2015 kat A                | 2016 juniorky             | 2017 juniorky             |
| ------------------------- | ------------------------- | ------------------------- | ------------------------- | ------------------------- | ------------------------- | ------------------------- |
| Obtížnost                 | 8                         | 7                         | 4                         | 2                         | 1                         | 5                         |
| Rychlost                  | —                         | —                         | —                         | —                         | 15                        | 28                        |
| Bouldering                | —                         | —                         | —                         | 2                         | 1                         | 8                         |
| Kombinace*                | —                         | —                         | —                         | —                         | —                         | 3                         |

* v roce 2017 se na MSJ lezlo ještě navíc finále v kombinaci podle olympijského formátu (pořadí třech disciplín se násobilo)
| Panamerické mistrovství juniorů | Panamerické mistrovství juniorů |
| Rok                             | 2014                            |
| ------------------------------- | ------------------------------- |
| Obtížnost                       | 1                               |
| Bouldering                      | 1                               |